# Joana I de Navarra
Joana I de Navarra ou Joana I de Champanhe (em castelhano:  Juana, em francês:  Jeanne; Bar-sur-Seine, 14 de janeiro de 1273 — Vincennes, 4 de abril de 1305) foi rainha soberana da Navarra e condessa de Champanhe desde 1274, e rainha consorte de Filipe IV de França de 1284 até à sua morte. Era filha do rei Henrique I de Navarra e de Branca de Artois.

## Biografia
Pela morte do pai, em julho de 1274, aos 3 anos de idade tornou-se condessa de Champanhe e Brie, e rainha de Navarra, sob regência da mãe. Vários interessados, tanto navarreses como castelhanos, aragoneses e franceses, tentaram tirar proveito da minoridade da herdeira e da fraqueza da regente mulher, o que as levou a procurar protecção na corte de Filipe III de França.
Fazendo fracassar os planos de Afonso X de Leão e Castela, que pretendia casá-la com um filho seu, aos 13 anos de idade Joana casou-se com o príncipe herdeiro da França, Filipe o Belo, a 16 de agosto de 1284. No ano seguinte Filipe III de França morreu, Filipe IV subiu ao trono e Joana foi coroada rainha consorte de França. O seu esposo implementou as políticas da França também no reino de Navarra:
- Desvalorização da moeda, baixando o seu peso de ouro e de prata;
- Imposição de fortes impostos aos judeus, banqueiros lombardos e ao clero;
- Isenção de obrigações aos servos em troca de dinheiro;
- Venda de títulos nobiliárquicos a burgueses ricos;
- Perseguição à Ordem dos Templários.

O regime francês acentuou o antissemitismo do reino ibérico, com os reis a limitar a ação dos judeus ao proibir a usura, estabelecendo que não poderiam cobrar juros pelos seus empréstimos.

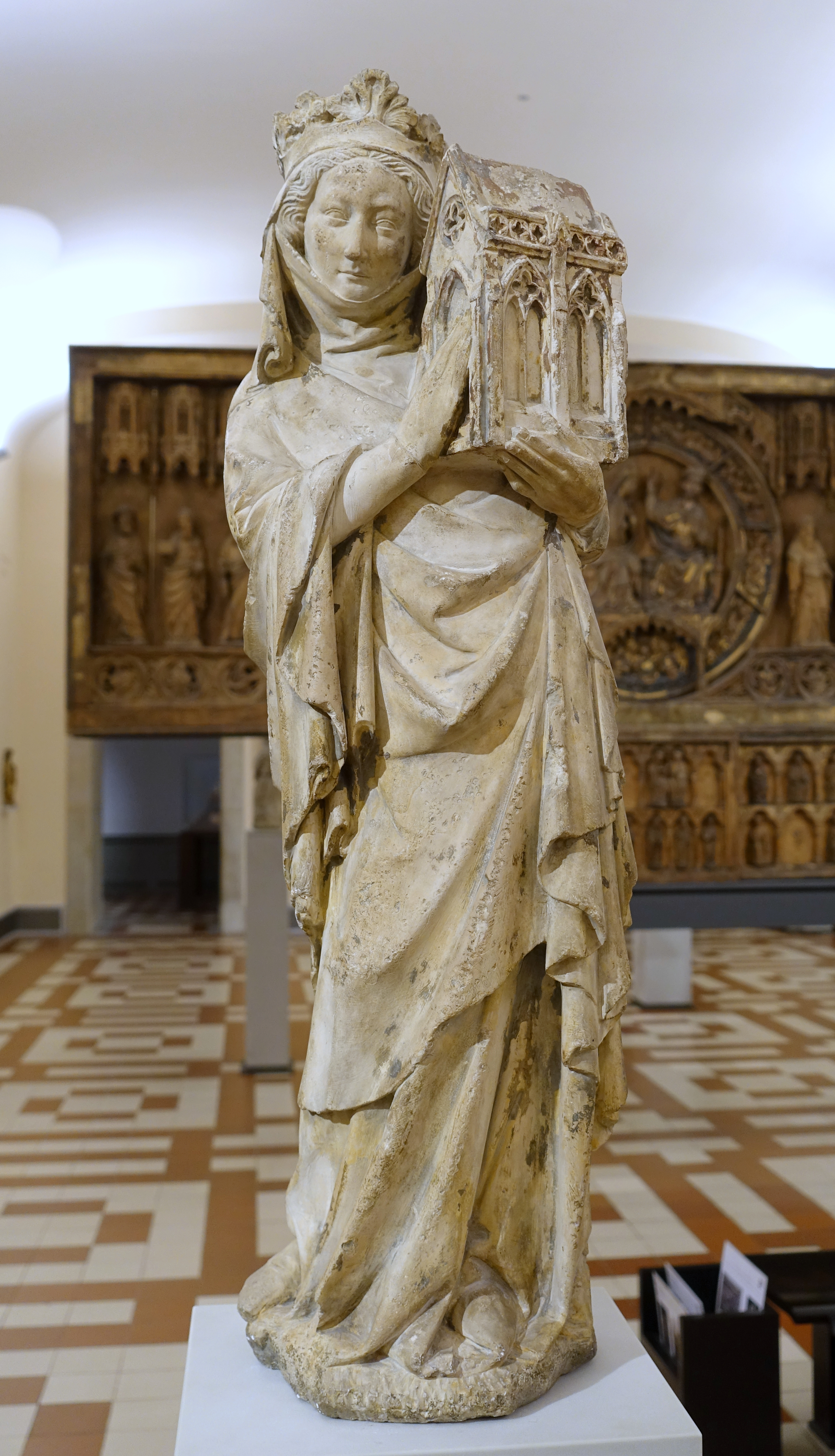
Estátua da rainha Joana I de Navarra do Colégio de Navarra, que fora fundado por ela. Na foto, em exibição no Museu Bode

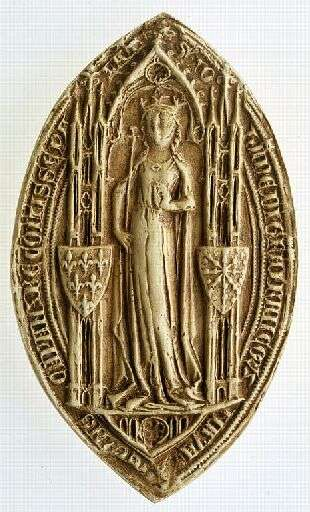
Selo de Joana I de Navarra

Cedeu a igreja de Corella à Ordem de Grandmont com todas as suas rendas, avaliadas em 125 libras por ano. Em troca, os bens do mosteiro de Tudela reverteram para a coroa, com a excepção do solar em que estava edificado, a horta, o aqueduto e o aproveitamento do monte de la Bardena junto a esta cidade.
Joana era uma mulher de grande inteligência e vivacidade, amante das artes e letras, tendo fundado a Universidade de Navarra. Durante o seu reinado chegou liderar um exército contra o conde de Bar quando este se revoltou contra a sua soberania. No entanto não conseguiu anular o Fuero General de Navarra, um aforamento escrito em 1250 pela nobreza para evitar os abusos dos reis.
Em 1304 adoeceu e transferiu o seu título ao primogênito, Luís I de Navarra, de quinze anos. Este casou no mesmo ano com Margarida, filha de Roberto II, duque da Borgonha. Segundo outras versões, foi o seu esposo quem continuou como rei de Navarra, Luís só governando depois da morte do pai em 1314, quando subiu também ao trono da França como Luís X de França.
Joana morreu em 4 de Abril de 1305, sob circunstâncias misteriosas. Um cronista chegou até a acusar o seu esposo de assassinato. Todos os seus três filhos varões sobreviventes acabariam por se tornar reis de França e de Navarra, um após o outro. A sua filha Isabel de França casou-se em 1308 com Eduardo II da Inglaterra, tornando-se rainha consorte dessa nação.
Navarra e França permaneceram em união pessoal até 1328. A morte do seu último filho varão, Carlos IV de França, trouxe a coroa de Navarra para Joana II de Navarra e para a casa de Évreux, e a da França para Filipe VI da casa de Valois. Esta última sucessão foi contestada por Eduardo III da Inglaterra, filho da sua filha Isabel, o que originou a Guerra dos Cem Anos entre as duas nações.

## Descendência
Do seu casamento com Filipe IV de França nasceram:
- Luís X de França (Luís I de Navarra), o Teimoso, o Cabeçudo ou o Turbulento (4 de Outubro de 1289 - 5 de Junho de 1316), sucessor dos pais nos tronos de França e Navarra e no condado de Champagne;
- Margarida (c.1290-1294), noiva de Sancho IV de Leão e Castela em Novembro de 1294;
- Isabel de França, a Loba de França (1292 - 21 de Novembro de 1358), casada em 1308 com Eduardo II da Inglaterra;
- Filipe V de França (Filipe II de Navarra),[1] o Longo, o Comprido ou o Caolho (17 de Novembro de 1293 - 3 de Janeiro de 1322), conde de Poitou, conde palatino da Borgonha por casamento com Joana II, Condessa da Borgonha, e sucessor do irmão Luís nos tronos de França e Navarra, e no condado de Champagne;
- Branca (c.1293 - c.1294);
- Carlos IV de França (Carlos I de Navarra), o Belo (18 de Junho de 1294 - 1 de Fevereiro de 1328), conde de la Marche e sucessor do irmão Filipe tronos de França e Navarra, e no condado de Champagne;
- Roberto (1297-1308).